# Homélie synagogale
L'homélie synagogale, ou derashah (דרשה, du verbe  דָּרַשׁ), est un sermon prononcé dans les synagogues, généralement par un rabbin.

## Présentation
Les premières derashot datent d'Esdras, qui faisait suivre la lecture de la Torah par quelques explications destinées aux fidèles. Ces homélies étaient partie intégrante de la liturgie juive.
Ce type d'homélie était courant dans le monde juif du temps de Jésus de Nazareth. Des chercheurs tels que Maurice Sachot ont démontré l'influence de cette pratique sur le christianisme primitif mais aussi sur les discours de Jésus lui-même. Il souligne en particulier le « déplacement » de l'homélie vers la fin de l'office dans les synagogues de Galilée, à l'époque de Jésus, alors qu'auparavant elle se situait vers le milieu : ce changement permettait de plus longs développements.
Au fil des siècles, l'homélie synagogale a varié tant dans le fond que dans la forme, privilégiant l'explication didactique ou la métaphore, l'anecdote ou l'allégorie.